# Otis, Massachusetts
Otis är en kommun (town) i Berkshire County i delstaten  Massachusetts, USA med cirka 1 365 invånare (2000). Den har enligt United States Census Bureau en area på 98,5 km².

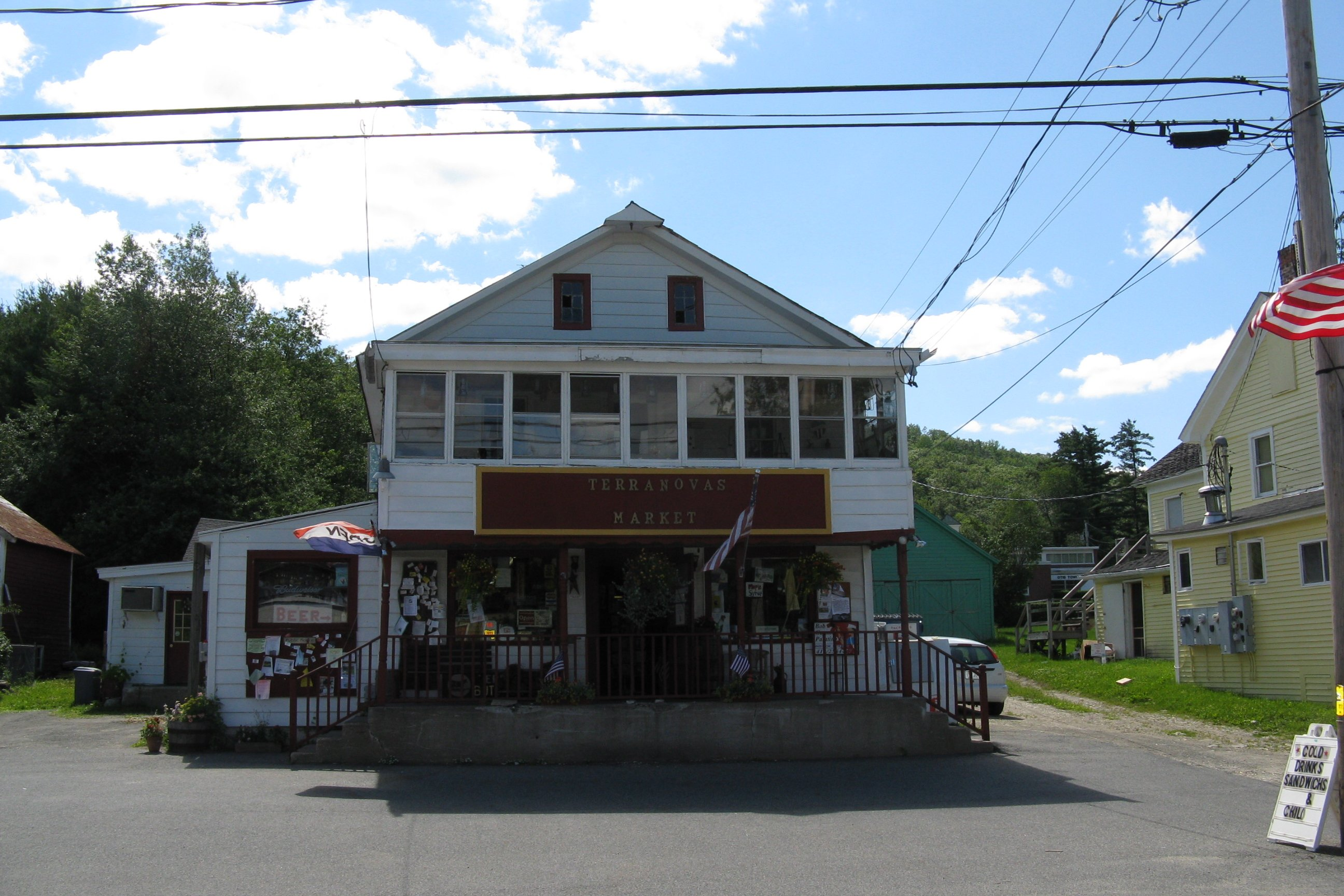